# 15112 Arlenewolfe
15112 Arlenewolfe (2000 CY94) là một tiểu hành tinh vành đai chính được phát hiện ngày 8 tháng 2 năm 2000 bởi Nhóm nghiên cứu tiểu hành tinh gần Trái Đất phòng thí nghiệm Lincoln ở Socorro, New Mexico.
It that was được đặt theo tên của Arlene E. Wolfe, in recognition of her mentoring of a finalist in the 2001 Discovery Young Scientist Challenge (a middle school science competition).
Mrs. Wolfe là một teacher ở the Venerini Academy, Worcester, Massachusetts.